# 211. pehotni polk (Italija)
211. pehotni polk Pescara (izvirno italijansko 211º Reggimento fanteria) je bil pehotni polk Kraljeve italijanske kopenske vojske.

## Zgodovina
Med prvo svetovno vojno je bil polk nastanjen na soški fronti in med drugo svetovno vojno v Vzhodni Afriki.